# Calandro (opera)
Calandro è un'opera buffa in tre atti di Giovanni Alberto Ristori su libretto di Stefano Benedetto Pallavicino. Il libretto era basato su una commedia di Bernardo Dovizi da Bibbiena, a sua volta ispirata ai Menecmi di Plauto.
L'opera fu allestita la prima volta nel settembre 1726 presso il castello di Pilnitz vicino a Dresda (probabilmente fu la prima opera buffa a essere rappresentata in Germania). Cinque anni dopo, nell'agosto 1731, fu la prima opera italiana ad andare in scena in Russia, quando fu allestita a Mosca per celebrare l'incoronazione dell'imperatrice Anna I di Russia. Nell'occasione fu messa in scena sotto la direzione dello stesso compositore e di suo padre, Tommaso Ristori. Il cast comprendeva tredici attori e nove cantanti, tra i quali Ludovica Seyfried, Margherita Ermini e Rosalia Fantasia.

## Altre opere basate sullo stesso soggetto
- Antonio Sacchini, L'avaro deluso, o Don Calandrino (24 novembre 1778, Londra)
- Johann Georg Schürer, Calandro (20 gennaio 1748, Dresda)
- Giuseppe Gazzaniga, Il Calandrino (1771, Venezia)